# Magnolia campbellii
Magnolia campbellii Hook.f. & Thomson – gatunek drzewa z rodziny magnoliowatych. Występuje naturalnie w Himalajach i w górach Chin. Kwitnie obficie od lutego do marca.

## Morfologia
Drzewo wysokości 30 m. Liście są eliptycznojajowate, długości 23 cm. Kwiaty są barwy białej do karminowoczerwonej lub różowoczerwonej, kubeczkowate lub czarkowate, wzniesione.